# Interorganisationssystem
Bei der Gestaltung von Informationssystemen kann zwischen einer inner- und einer außengerichteten Perspektive unterschieden werden. Ein Informationssystem, welches zur Unterstützung überbetrieblicher Zusammenarbeit eingesetzt wird – also eine außengerichtete Perspektive einnimmt – wird definiert als INTERorganisationssystem. Sie spielen daher eine wichtige Rolle im Rahmen des Supply-Chain-Managements. Ein Informationssystem, welches die innerbetriebliche Zusammenarbeit bzw. den innerbetrieblichen Informationsfluss unterstützt, wird dagegen als INTRAorganisationssystem bezeichnet.